# Jamie Draven
Jamie Draven, eigentlich Jamie Donnelly (* 14. Mai 1979 in Wythenshawe, Manchester), ist ein britischer Schauspieler.

## Leben
Jamie Draven, der mit bürgerlichem Namen Jamie Donnelly heißt, wuchs im südlichen Manchesterbezirk Wythenshawe als jüngster von drei Brüdern auf. Er spielte mit dem Gedanken Fußballer zu werden, begann jedoch im Alter von 16 Jahren zu schauspielern. Er versagte bei allen GCSE School Prüfungen, wiederholte sie in der Hoffnung auf A Noten und fiel abermals durch. Danach zog er nach London um seinen Schauspielambitionen nachzukommen, obwohl er sich nie einer professionellen Theaterausbildung unterzog. Mit 19 Jahren nahm er den Künstlernamen Jamie Draven an. Nach einigen kleineren Rollen bekam er 1999 eine tragende Rolle in dem Granada Television Drama Butterfly Collectors. 
Seine bislang bekannteste Rolle spielte Draven im Jahr 2000 in dem Kinohit Billy Elliot – I Will Dance, in dem er Billys älteren Bruder Tony verkörperte. In den 2000er- und 2010er-Jahren blieb er mit Auftritten in Fernsehfilmen, Miniserien und Kinofilmen im Geschäft, wobei allerdings nur wenige der Produktionen über Großbritannien hinaus Aufmerksamkeit erzielen konnten. Er arbeitete mehrfach mit der Schauspielerin Alex Reid in Produktionen zusammen, wie den ersten beiden Staffeln der Serie Ultimate Force oder dem Film Jetsam.

## Filmografie (Auswahl)
- 1998: The Bill (Fernsehserie, Folge The Stork)
- 1998: Everybody Loves Sunshine
- 1999: Butterfly Collectors (Fernsehfilm)
- 2000: Billy Elliot – I Will Dance (Billy Elliot)
- 2001: Messias (Messiah, Miniserie, 2 Folgen)
- 2002–2003: Ultimate Force (Fernsehserie, 12 Folgen)
- 2003: Watermelon (Fernsehfilm)
- 2005: Faith (Fernsehfilm)
- 2005: Beneath the Skin (Fernsehfilm)
- 2007: Jetsam
- 2007: Badland
- 2013: The Mill (Fernsehserie, 4 Folgen)
- 2015: Residue (Miniserie, 3 Folgen)
- 2017: Division 19
- 2019: Pflicht und Schande (Giri/Haji, Fernsehserie, 8 Folgen)